# Brakspear Brewing Co
Brakspear Brewing Co, bryggeri i Witney, Oxfordshire, Storbritannien. Bryggeriet invigdes 2004.

## Exempel på varumärken
- Brakspear Bitter
- Brakspear Special